# Turbinicarpus schmiedickeanus
Espèce
Synonymes
- Echinocactus schmiedickeanus Boed.[2]
- Turbinicarpus schmiedickeanus subsp. schmiedickeanus[1]

Statut de conservation UICN

 NT  : Quasi menacé
Turbinicarpus schmiedickeanus est une espèce de plantes à fleurs de la famille des Cactaceae et du genre Turbinicarpus. C'est un cactus endémique des déserts chauds des états de San Luis Potosí, Tamaulipas et Nuevo León à l'est du Mexique.

## Liste des sous-espèces
Selon Catalogue of Life (4 mai 2017) :
- sous-espèce Turbinicarpus schmiedickeanus subsp. andersonii
- sous-espèce Turbinicarpus schmiedickeanus subsp. bonatzii
- sous-espèce Turbinicarpus schmiedickeanus subsp. dickisoniae (Glass & R.A. Foster) N.P. Taylor
- sous-espèce Turbinicarpus schmiedickeanus subsp. flaviflorus (Gerhart Frank & A.B. Lau) Glass
- sous-espèce Turbinicarpus schmiedickeanus subsp. gracilis (Glass & R.A. Foster) Glass
- sous-espèce Turbinicarpus schmiedickeanus subsp. jauernigii
- sous-espèce Turbinicarpus schmiedickeanus subsp. klinkerianus (Backeb. & H. Jacobsen) N.P. Taylor
- sous-espèce Turbinicarpus schmiedickeanus subsp. macrochele
- sous-espèce Turbinicarpus schmiedickeanus subsp. rioverdensis
- sous-espèce Turbinicarpus schmiedickeanus subsp. rubriflorus
- sous-espèce Turbinicarpus schmiedickeanus subsp. schmiedickeanus
- sous-espèce Turbinicarpus schmiedickeanus subsp. schwarzii